# リック・ブラウン
リック・ブラウン（Rick Braun、1955年7月6日 - ）は、アメリカ合衆国ペンシルベニア州出身のスムーズジャズ/フュージョン・トランペット奏者、音楽プロデューサー。現在はカリフォルニア州ロサンゼルスに住んでいる。

## 略歴
小学3年次にトランペットをはじめ、イーストマン音楽学校で学ぶ。フュージョン・バンド、オーラクル（Auracle）を結成、その後はジェフ・ゴルブ（Jeff Golub）率いるアヴェニュー・ブルーなど、いくつかのバンドで演奏し始めた。
1993年にブルームーンからアルバム『インティミィト・シークレッツ』でソロ・デビュー。以降、音楽プロデューサーとしても活躍し、スムーズジャズ・ブームの一翼を担う。
2000年にワーナー・ブラザース・レコードに移籍し、サックス・プレイヤーのボニー・ジェイムスと共作アルバム『シェイク・イット・アップ』を発表。このアルバムでヒュー・マセケラの「Grazin' in the Grass」をカバーしている。
2002年には、ギタリストのノーマン・ブラウン、サックス・プレイヤーのカーク・ウェイラムとグループを組み、3人の頭文字を取った「BWB」のグループ名でアルバム『グルーヴィン』をリリース、瞬く間にジャズ・チャートのトップに昇り、7ヶ月にわたってラジオ・ステーションの首位を執る。2003年発表のウェイラムのアルバム『In My Soul』にはBWBを起用する形の曲も収録されている。
2005年、サックス・プレイヤーのリチャード・エリオットと「アルチザン (ARTizen Music Group)」を共同設立し、2007年にはエリオットとの共作アルバム『R n R』を発表。2008年10月、アルチザンはマック・アヴェニューに売却される。現在アルチザンはアーティストリー・ミュージックと改称されている。

## ディスコグラフィ

### アルバム
- 『インティミィト・シークレッツ』 - Intimate Secrets (1993年、Mesa/Bluemoon)
- Night Walk (1994年、Mesa/Bluemoon)
- Christmas Present: Music of Warmth & Celebration (1994年、Atlantic/Wea)
- 『ビート・ストリート』 - Beat Street (1995年、Mesa/Bluemoon)
- 『ボディー・アンド・ソウル』 - Body and Soul (1997年、Mesa/Bluemoon)
- Full Stride (1998年、Mesa/Bluemoon)
- Best of Rick Braun (1999年、Atlantic)
- 『シェイク・イット・アップ』 - Shake It Up (2000年、Warner Bros.) ※with ボニー・ジェイムス
- Kisses in the Rain (2001年、Warner Bros.)
- Esperanto (2003年、Warner Bros.)
- 『セッションズ』 - Sessions: Volume 1 (2004→2006年、Artizen)
- 『ユアーズ・トゥルーリー』 - Yours Truly (2005年、Artizen)
- 『R n R』 - R n R (2007年、Artizen) ※with リチャード・エリオット
- All It Takes (2009年、Artistry/Mack Avenue)
- Sings with Strings (2011年、Artistry/Mack Avenue)
- Swingin' in the Snow (2012年、Brauntosoarus/CD Baby)
- Can You Feel It (2014年、Artistry/Mack Avenue)
- Around the Horn (2017年、Shanachie)
- Crossroads (2019年、Shanachie)
- Rick Braun (2022年、Brauntosoarus)

### BWB (ノーマン・ブラウン、カーク・ウェイラム、リック・ブラウン)
- 『グルーヴィン』 - Groovin' (2002年、Warner Bros. Records)
- Human Nature (2013年、Heads Up)
- BWB (2016年、Artistry Music)